# Odukpani
Odukpani è una città della Repubblica Federale della Nigeria appartenente allo Stato di Cross River. È il capoluogo dell'omonima area a governo locale (local government area) che  conta una popolazione di 192.444 abitanti.